# Balâ
Bala là một huyện thuộc tỉnh Ankara, Thổ Nhĩ Kỳ. Huyện có diện tích 2563 km² và dân số thời điểm năm 2007 là 23505 người, mật độ 9 người/km².